# Sonny Boy (film, 2011)
Pour les articles homonymes, voir Sonny Boy.
Pour plus de détails, voir Fiche technique et Distribution.
Sonny Boy est un film néerlandais co-écrit, co-produit et réalisé par Maria Peters, sorti en 2011.
Il s'agit de l'adaptation du roman éponyme de la Néerlandaise Annejet van der Zijl (en) (2004), basé sur une histoire à la fois vraie et reconstituée,.

## Synopsis
En 1928, à 19 ans, Waldemar Nods (Sergio Hasselbaink), un étudiant noir, quitte Suriname, île coloniale des Néerlandais, pour joindre l'université aux Pays-Bas. Son cousin, David Millar (Rogier Komproe), l'y accueille chez lui, aux côtés de sa femme blanche (Liesbeth Groenwold), qui semble en désaccord de sa présence. Quelques jours plus tard, cette dernière demande son époux de faire sortir son hôte. Waldemar cherche alors un foyer.
Il rencontre Rika van der Lans (Ricky Koole), mère hollandaise blanche de quatre enfants qui vient de se séparer de son mari (Marcel Hensema) l'ayant trompée avec leur bonne, qui est bannie par leur famille pour avoir épousé l'homme méprisant, et qui aménage la maison louée : elle lui fait visiter une chambre libre et accepte sa présence. Le propriétaire de la maison, ayant appris cette nouvelle, accepte mal l'hébergement d'un Noir, et Rika lui fait la sourde oreille. Peu de temps après, ils tombent sous le charme l'un de l'autre. Elle se découvre enceinte, quelques mois suivant, et commence à s'inquiéter concernant l'interdiction et le racisme dans son pays. L'enfant est né. C'est un garçon baptisé Waldy, très vite surnommé « Sonny Boy » en référence de la chanson d'Al Jolson que le couple avait entendue au cinéma. Un des enfants de Rika, le plus grand, apprend cette nouvelle et, avec son petit frère, part rejoindre son père. Ce dernier rend visite à Rika, visiblement enceinte : il semble jaloux. Il ajoute qu'on lui a proposé un emploi aux Indes orientales néerlandaises et lui demande de l'accompagner. Il acceptera alors le bébé comme son propre enfant.Au moment où ils discutent, Waldemar surgit sous les yeux de l'époux : un choc. Il a compris que c'est le père de l'enfant qu'elle porte. Il change d'avis, vu que le père a la peau foncée. Il revendique également Bertha et Henk par l'intermédiaire du juge, avec succès. Il refuse le divorce pour que Rika ne puisse pas se remarier avec Waldemar. Peu de temps, le propriétaire de la maison leur demande partir.
Alors à la recherche d'un loyer, personne n'accepte de les héberger… jusqu'à ce que le vieil homme, Sam (Frits Lambrechts), leur propose de séjourner chez lui, possédant une guinguette qui compte plusieurs chambres. L'enfant y grandit.
Grâce au soutien financier de Sam, Rika et Waldemar créent une maison d'hôtes dans le quartier de Schéveningue à La Haye, assez grand pour cinq enfant, non loin de la plage. Le pays étant occupé par les Allemands. le couple est obligé d'accepter l'accueil des soldats allemands chez eux. Au bout d'un moment, le couple doit partir, car la zone est en train d'être dégagée pour le mur de l'Atlantique. Rika refuse et y reste. Un jour, alors qu'elle est en train de prier sur un banc d'une église, un prêtre lui prie de le suivre jusqu'au confessionnal où se cache un résistant : il lui demande d'abriter les Juifs chez elle. Elle a accepté. Plus tard, un déserteur SS néerlandais les rejoint. Les jours passent, et, un matin, un groupe de Nazis fait irruption chez le couple : ils arrêtent les personnes cachées sous le toit, ainsi que le SS, le couple et l'enfant.
Très vite, « Sonny Boy » est libéré et court vers la famille de Rika comme cette dernière l'avait recommandée. Les Allemands torturent le couple et emmènent d'abort Waldemar dans le camp de Neuengamme, puis Rika dans le camp de Ravensbrück. L'enfant est placé chez un fermier qui, en plein hiver, vend de la nourriture à des personnes affamées en échange de l'argent et des bijoux. Voyant cela, l'enfant désapprouve. Le fermier lui explique que tout le monde essaie d'obtenir sa part, comme ses parents ayant également été payés pour abriter les personnes en danger.
À la fin de la guerre, on apprend que « Sonny Boy » va vivre avec ses grands-parents, que Rika est morte dans le camp de Ravensbrück et que le père, transféré à bord du Cap Arcona juste après l'annonce de la mort d'Adolf Hitler, est tué par deux enfants soldats allemands après avoir fui de l'attaque des alliés, en sautant dans la mer et nageant jusqu'à la côte.

## Fiche technique
Sauf indication contraire, les informations mentionnées dans cette section peuvent être confirmées par la base de données cinématographiques IMDb,  présente dans la section « Liens externes ».
- Titre original et français : Sonny Boy
- Réalisation : Maria Peters
- Scénario : Maria Peters et Pieter Van de Waterbeemd, d'après le roman éponyme d'Annejet van der Zijl (en) (2004)
- Musique : Henny Vrienten (en)
- Direction artistique : Paula Loos
- Décors : Jan Rutgers
- Costumes : Bho Roosterman
- Photographie : Walther van den Ende
- Montage : Ot Louw
- Production : Maria Peters, Hans Pos et Dave Schram
- Société de production : Shooting Star Filmcompany
- Sociétés de distribution : A-Film Distribution (Pays-Bas) ; Netflix (monde)
- Budget : 6 millions d'euros[1]
- Pays de production :  Pays-Bas
- Langues originales : néerlandais, allemand
- Format : couleur
- Genre : biographie, drame, guerre
- Durée : 132 minutes
- Dates de sortie :
  - Pays-Bas : 27 janvier 2011
  - Monde : 23 mars 2022[3]

## Distribution
- Ricky Koole : Rika van der Lans
- Sergio Hasselbaink : Waldemar Nods
  - Angelo Arnhem : Waldemar Nods, 13 ans
  - Eliyha Altena : Waldemar Nods, 6 ans
- Daniel van Wijk : Waldy « Sonny Boy » Nods (nl), 11-15 ans
  - Eliyha Altena : Waldy « Sonny Boy » Nods, 6 ans
- Marcel Hensema : Willem van der Lans, époux de Rika
- Micha Hulshof : Marcel, frère de Rika et oncle de « Sonny Boy »
- Frits Lambrechts : Sam, propriétaire juif de la guinguette
- Ruben Brinkman (nl) : Kees Kaptein (nl), officier de police
- Sido Vrieswijk : Henkie van der Lans, 17 ans
  - Mees Wielinga : Henkie van der Lans, 10 ans
  - Ole Kroes : Henkie van der Lans, 4 ans
- Gaite Jansen : Bertha van der Lans, 15-26 ans
  - Claire Veldkamp : Bertha van der Lans, 9 ans
- Ko Zandvliet : Wim van der Lans, 19 ans
  - Gijs Blom : Wim van der Lans, 13 ans
- Martijn Lakemeier : Jan van der Lans, 20 ans
  - Charlie Leuken : Jan van der Lans, 13 ans
- Leny Breederveld : la mère de Rika
- Bert Geurkink : le père de Rika
- Thomas Cammaert (en) : Paul Vermeer / Kees Chardon
- Wouter Zweers : Gerard van Haringen
- Raymond Spannet : le propriétaire
- Joy Wielkens : Hilda, 24 ans
  - Lois Moget : Hilda, 16 ans
- Shamiro van der Geld : Jo
- Rogier Komproe (nl) : David Millar, cousin de Waldemar Nods
- Liesbeth Groenwold : Christien Millar, épouse de David
- Roosmarijn Luyten : Jans, la gouvernante et amante de Willem
- Manoushka Zeegelaar-Breeveld : Eugenie Nods, mère de Waldemar
- Dennis Rudge : Koos Nods, père de Waldemar

## Production
Le 10 février 2010, on annonce que la réalisatrice Maria Peters a dévoilé, quelques jours auparavant, les acteurs principaux Ricky Koole et Sergio Hasselbaink dans les rôles de Rika van der Lans et Waldemar Nods pour son prochain film,.
Le tournage commence le 15 février 2010,, principalement à La Hayepour la maison d'hôtes dans le quartier de Schéveningue, en Hollande-Méridionale,, au Fort Zeelandia en Suriname, à Dordrecht d'où la scène de la bataille de neige entre le couple et deux adolescents, à Vught pour le camp de concentration de Bois-le-Duc en une journée et à Brasschaat en Belgique, ainsi que dans les studios de Donauweg 21 à Amsterdam.

### Documentation
- (nl) « Waldemar Nods » [PDF], sur neuengamme-ausstellungen.info
- (en) « Waldemar Nods » [PDF], sur hmd.org.uk